# Jürg Steiner (Politikwissenschaftler)
Jürg Steiner (* 24. September 1935 in Bern; † 13. November 2020 in Thun) war ein Schweizer Politikwissenschaftler.

## Leben
Jörg Steiner war der Sohn eines Sekundarlehrers. Er studierte von 1954 bis 1960 Soziologie und Geschichte in Bern und Paris. 1960 wurde er in Bern zum Dr. phil. hist. promoviert und 1969 habilitierte er sich in Mannheim. Von 1971 bis zu seiner Emeritierung 2002 lehrte er als ordentlicher Professor für Politikwissenschaft an der University of North Carolina at Chapel Hill. Im Nebenamt war er von 1980 bis 1989 assoziierter Professor der Universität Genf und von 1990 bis 2000 außerordentlicher Professor der Universität Bern. Sein Forschungsgebiet umfasste die vergleichende Politikwissenschaft mit einem besonderen Fokus auf deliberative Politik.

## Schriften (Auswahl)
- Die Beziehungen zwischen den Stimmberechtigten und den Gewählten in ländlichem und städtischem Milieu. Versuch einer staatssoziologischen Untersuchung am Beispiel des Großen Rates des Kantons Bern. Bern 1959, OCLC 611257178.
- Die Anteilnahme der Stimmbürger am politischen Leben ihrer Gemeinde. Eine staatssoziologische Untersuchung am Beispiel der Gemeinde Belp im Kanton Bern. Bern 1961, OCLC 460433067.
- Bürger und Politik. Empirisch-theoretische Befunde über die politische Partizipation der Bürger in Demokratien unter besonderer Berücksichtigung der Schweiz und der Bundesrepublik Deutschland. Meisenheim am Glan 1969, OCLC 1050476896.
- Gewaltlose Politik und kulturelle Vielfalt. Hypothesen entwickelt am Beispiel der Schweiz. Bern 1970, OCLC 887776526.
- (Hrsg.): Das politische System der Schweiz. Piper, München 1971, ISBN 3-492-01919-6.
- Gewissen in der Politik. Entscheidungsfälle in der Schweiz. Haupt, Bern 1996, ISBN 3-258-05421-5.
- European democracies. 4. Aufl. Longman, New York 1998, ISBN 0-8013-1769-X.
- Deliberative politics in action. Analyzing parliamentary discourse. Cambridge University Press, Cambridge 2004, ISBN 0-521-53564-6.
- The foundations of deliberative democracy. Empirical research and normative implications. Cambridge University Press, Cambridge 2012, ISBN 978-1-107-62501-3.